# ساردو
ساردو بلدية في ولاية ميناس جيرايس في المنطقة الجنوبية الشرقية من البرازيل.